# Michiel Nooter
Michiel Nooter (Amstelveen, 3 oktober 1965) is een Nederlands acteur, die vooral bekend werd door zijn rol als Harrie in Linda, Linda. Hij speelt ook een van de directeuren in de commercials van Klaverblad Verzekeringen.

## Filmografie

### Film
- Lek - Eigenaar Nachtclub (2000)
- Alles is liefde - Albert Bok (2007)
- Gooische vrouwen - Galeriehouder (2011)
- De Club van Sinterklaas & Het Geheim van de Speelgoeddokter - Kluspiet (2012)
- Alles is familie - Frank (2012)
- Sneeuwwitje en de zeven kleine mensen - Klein mensje (2015)
- Meester Kikker - vader van Wouter (2016)
- Dit is geen kerstfilm - Hans (2024)
- Wheelie - Rene (2025)
- Straatcoaches vs Aliens - minister Kelderman (2025)

### Televisie
- Ha, die Pa! - Buurjongen Jan-Willem (1990)
- Zeg 'ns Aaa - gastrol (1993)
- Linda, Linda - Harrie (1995-1996)
- Baantjer - Frits Zuurbier (1996)
- Goede tijden, slechte tijden - meneer Brama (1997)
- Combat - Rechercheur (1998)
- Kees & Co - Blinde man (Afl. De denkbeeldige hond) (2000)
- Luifel & Luifel - Jonathan Feenstra (2001)
- Oppassen!!! - Bert Koning (2001)
- Baantjer - Maténa (2005)
- Keyzer & De Boer Advocaten - Paul Kuil (2006)
- Van Speijk - Mr. Koolen (2006)
- Kinderen geen bezwaar - Gert-Jan (Afl. De Pedicuur, 2007)
- Gooische Vrouwen - Galeriehouder (2007-2009)
- De Club van Sinterklaas - Kluspiet (2008-2009)
- Pieten Nieuws (2008) - Kluspiet
- Het Feest Van Sinterklaas (2008) - Kluspiet
- Het Club Van Sinterklaas Feest (2009-2011) - Kluspiet
- Wat als? - Verschillende rollen (2012)
- De Club van Sinterklaas: Pieten Nieuws Live - Kluspiet (2012)
- De man met de hamer - Tonnie van Baaren (2013)
- Fashion Planet - Mike Waque (2014)
- Jeuk - Michiel (2015)
- Het Klokhuis
- Komt een man bij de dokter - Hans Akkermans (2016-)
- De 12 van Oldenheim - Rob Zonneveld  (2017)
- Koppensnellers - Bob (2020)
- Nieuw zeer - diverse rollen (2020-2024)
- Deep Shit - Cor (2021)
- Cast - Mike (2023)
- De Poli - Theo (2023)
- Goede tijden, slechte tijden - Bart Koster (2024)
- Oogappels - Coach (2024)